# 대니 돈
대니얼 케이시 돈(Daniel Casey Dorn, 1984년 7월 20일 ~ )은 전 미국의 야구 선수이자, 전 KBO 리그 넥센 히어로즈의 내야수 겸 외야수이다.

## 미국 프로야구시절

### 마이너리그시절
선수 생활의 대부분을 마이너에서 보냈으며, 그 중 트리플 A에서는 7시즌 통산 .280/.355/.458을 기록했다. 특히 2015년에는 3할대 후반의 타율을 기록하는 등 최근 수년간 크게 성장하는 모습을 보여주었다. 다만 메이저리그에 정착하진 못했기에, 전형적인 AAAA급 선수라는 평을 듣고 있다.

### 메이저리그시절
애리조나 시절 만 30세였던 2015년 4월 21일 텍사스 레인저스를 상대로 메이저리그 데뷔를 했으며, 그날 경기에서 대타로 한 차례 타석에 서서 볼넷을 얻어 나갔다. 이후 23게임 32타석 30타수 5안타 3타점 2볼넷 10삼진, .167/.219/.200의 성적을 찍고 방출 뒤 토론토로 이적했지만 다시 메이저 리그 타석을 밟지 못했으며 2015년 11월 6일 또 다시 자유계약 선수가 되었다.

## KBO 리그시절

### 넥센 히어로즈시절
2015년 11월 26일 시즌 종료 후, 브래드 스나이더의 대체 외국인 타자로 영입되었다.
2016년 4월 2일에 정규시즌 첫 안타를 기록하였고, 4월 7일에 대전 한화전에서 송은범을 상대로 정규시즌 첫 홈런을 기록하였다.당초 영입할 때는 장타력보다 정확성을 기대했으나 시즌을 치르면서 타율보다는 장타와 홈런 부문에서 더 좋은 성적을 보였다.
2016년 11월 28일 넥센 히어로즈와 재계약을 체결하였다.
2017년 7월에 성적 부진으로 방출되었다. 그의 대체 용병으로는 마이클 초이스가 영입되었다.
미국으로 돌아간 후에는 독립리그에서 뛰다가 2018년을 마지막으로 현역에서 은퇴했으며, 2019년부터 로스앤젤레스 다저스 산하의 루키리그 팀의 감독을 맡으며 지도자로 전향했다.